# Gare de Flessingue-Souburg
La gare de Flessingue-Souburg (en néerlandais : station Vlissingen Souburg) est une gare néerlandaise située à Flessingue, dans la province de la Zélande. Elle est située à Oost-Souburg. En plus du village, la gare dessert les quartiers nord de Flessingue et le village de West-Souburg.

## Situation ferroviaire
La gare est située sur la ligne Rosendael - Flessingue, desservant la péninsule zélandaise formée par Zuid-Beveland et Walcheren.

## Service voyageurs
Les trains s'arrêtant à la gare de Flessingue Souburg font partie du service assuré par les Nederlandse Spoorwegen reliant Flessingue à Rosendael, régulièrement en service continu jusqu'à Amsterdam.